# Múscul iliococcigeal
El múscul iliococcigeal (musculus iliococcygeus) està situat en el sòl de la pelvis on forma juntament amb els feixos pubococcigeal i puborectal el múscul elevador de l'anus. L'elevador de l'anus es divideix en diverses parts, però principalment està constituït per tres músculs: iliococcigeal, pubococcigeal i puborectal.
S'origina en el costat interior de l'isqui i en la part posterior de l'arc tendinós de la fàscia de l'obturador. Està unit al còccix i la rafe anococcigeal. És generalment un múscul prim, i pot no ser-hi present, o ser substituït en gran part per teixit fibrós.